# Barbara Wojciechowska
Barbara Wojciechowska (ur. 6 grudnia 1940 w Bukowsku, zm. 16 grudnia 1983) – polska agronom, poseł na Sejm PRL VI kadencji.

## Życiorys
W 1964 ukończyła Wyższą Szkołę Rolniczą w Krakowie. Następnie odbyła staż w państwowym gospodarstwie rolnym w Bykowcach. Od 1965 pracowała w Zrzeszeniu Plantatorów Roślin Włóknistych w Rzeszowie, w 1968 została inspektorem produkcji ogrodniczej w Centrali Spółdzielni Ogrodniczych w Katowicach, a w 1969 agronomem gromadzkim w Gromadzkiej Radzie Narodowej w Nowosielcach.
W 1965 wstąpiła do Zjednoczonego Stronnictwa Ludowego. W 1971 została prezesem Gminnego Komitetu partii, zasiadała także w Powiatowym Komitecie ZSL. W 1972 uzyskała mandat posła na Sejm PRL w okręgu Krosno. Zasiadała w Komisji Rolnictwa i Przemysłu Spożywczego. Ponadto pełniła funkcję naczelnika gminy Zarszyn.